# Aerolíneas Cóndor
Aerolíneas Cóndor fue una aerolínea ecuatoriana que operó vuelos regulares y chárter entre 1978 y 1987.

## Historia
Comenzó sus operaciones con un Fairchild F-27 (HC-BGI) a sus primeras rutas, que fueron:
- Loja–Guayaquil.
- Ambato–Quito–Tulcán.

En marzo de 1980 añadió un Vickers Viscount (HC-BHB) que se quedó dañado tras un aterrizaje de emergencia en el Aeropuerto Camilo Ponce, actual Aeropuerto Ciudad de Catamayo. Allí todavía sirve como cafetería con los colores de Cóndor.
En 1981 añadió a su flota un De Havilland Canadá DHC-4 Caribou (HC-BHZ), accidentado en 1982. En 1983 se añadió otro Caribou (HC-BKI), que se dañó y quedó abandonada en el Aeropuerto Río Amazonas.
Aerolíneas Cóndor suspendió sus operaciones en 1987, quedando dos aeronaves en sus filas: el Caribou (HC-BKI) y un Cessna 402B (HC-BDC), ambos en estado de abandono. 

## Antigua flota
| Aeronaves                         | Total | Introducido | Retirado | Matrículas      |
| --------------------------------- | ----- | ----------- | -------- | --------------- |
| Fairchild F-27                    | 1     | 1979        | c. 1985  | HC-BGI          |
| Cessna 402B                       | 1     | ??          | 1987     | HC-BDC          |
| De Havilland Canadá DHC-4 Caribou | 2     | 1981        | 1987     | HC-BHZ y HC-BKI |
| Vickers Viscount                  | 1     | 1980        | 1980     | HC-BHB          |

## Accidentes e incidentes
- El 9 de julio de 1979 un Fairchild F-27 (HC-BGI) fue secuestrado mientras volaba de Tulcán a Quito. El secuestrador fue reducido y no hubo víctimas.[3]
- El 14 de julio de 1980 un Vickers Viscount (HC-BHB) sufrió un accidente al aterrizar en Loja, proveniente de Guayaquil. No hubo víctimas.[4]
- El 1 de septiembre de 1982 un De Havilland Canadá DHC-4 Caribou se estrelló contra los Andes, cerca de Valladolid, mientras volaba de Pucupamba a Loja. Murieron sus 44 ocupantes.[5]